# Vuelta a Bolivia 2012
La 5.ª edición de la competición ciclista Vuelta a Bolivia, se disputó desde el 2 hasta el 11 de noviembre de 2012.
Perteneció al UCI America Tour 2012-2013 siendo la tercera competición del calendario ciclista internacional americano. El recorrido fue de 10 etapas (la 9.ª y 10.ª con doble sector) totalizando 1493 km. La novedad en esta edición fue la contrarreloj por equipos de 50 km disputada en la 3.ª etapa.
El ganador fue el venezolano Maky Román (Lotería del Táchira), seguido en el podio por Mauricio Ardila (Colombia-Claro) y Gilver Zurita (Pío Rico).
La carrera fue dominada en principio por el equipo Colombia-Claro, que alternó a 3 de sus corredores en el liderato. Primero Juan Alejandro García, luego Stíver Ortíz y finalmente Mauricio Ardila. Ardila (líder hasta la 9.ª etapa ), tenía casi 4 minutos de diferencia con Maky Román (2º), pero en la contrarreloj Román se ubicó 2º y Ardila 11º a más de 4 minutos del venezolano, con lo cual este último se vistió de amarillo ganando la carrera.
En las clasificaciones secundarias, Leandro Messineo, Óscar Soliz y Colombia-Claro ganaron las clasificaciones por puntos, montaña y equipos respectivamente.

## Equipos participantes
Participaron 14 equipos, 7 de Bolivia y 7 extranjeros. Los equipos bolivianos como en ediciones anteriores, se clasificaron para la carrera mediante el ranking de puntos de la Federación Boliviana de Ciclismo. Los equipos están conformados por 6 ciclistas, excepto Canel's Turbo de México que lo hará con 5, formando un pelotón de 83 ciclistas de los que finalizaron 48.
| - Pío Rico - Sinchi Wayra - Glass Casa Real-Campos de Solana - Energysol - Cream Pío Rico - Selección de Bolivia - Z Sport | - Colombia-Claro - San Luis Somos Todos - Start Cycling Team-Atacama Flowery Desert - Lotería del Táchira - Clos de Pirque - Somos Carchi - Canel's Turbo |

## Etapas
| Etapa | Fecha           | Recorrido                        | km       | Ganador                 | Líder                   |
| 1.ª   | 2 de noviembre  | Santa Rosa de la Mina-San Javier | 135      | Juan García             | Juan García             |
| 2.ª   | 3 de noviembre  | Santa Rosa de la Mina-Santa Cruz | 192      | Leandro Messineo        | Juan García             |
| 3.ª   | 4 de noviembre  | Montero-Santa Cruz               | 50 (CRE) | Colombia-Claro          | Juan García             |
| 4.ª   | 5 de noviembre  | Santa Cruz-Buena Vista           | 189      | Luis Sepúlveda          | Juan García             |
| 5.ª   | 6 de noviembre  | Buena Vista-Villa Tunari         | 205      | Horacio Gallardo        | Juan García             |
| 6.ª   | 7 de noviembre  | Corani-Cochabamba                | 103      | Edwar Stiver Ortiz Caro | Edwar Stiver Ortiz Caro |
| 7.ª   | 8 de noviembre  | Bombeo-Oruro                     | 141      | Óscar Soliz             | Edwar Stiver Ortiz Caro |
| 8.ª   | 9 de noviembre  | Vila Vila-El Alto                | 162      | Juan Cotumba            | Mauricio Ardila         |
| 9.ªa  | 10 de noviembre | Obrajes-San Pablo de Tiquina     | 116      | Daniel Díaz             | Mauricio Ardila         |
| 9.ªb  | 10 de noviembre | San Pedro de Tiquina-Copacabana  | 40       | Óscar Soliz             | Mauricio Ardila         |
| 10.ªa | 11 de noviembre | Copacabana-San Pedro de Tiquina  | 39 (CRI) | Óscar Soliz             | Maky Román              |
| 10.ªb | 11 de noviembre | San Pablo de Tiquina-Irpavi      | 121      | Edwar Stiver Ortiz Caro | Maky Román              |

## Clasificaciones finales
- Las clasificaciones culminaron de la siguiente manera:[10][11][12][13]

### Clasificación general
| Posición            | Ciclista              | Equipo               | Tiempo           |
| ------------------- | --------------------- | -------------------- | ---------------- |
| Líder de la general | Maky Román            | Lotería del Táchira  | 36 h 20 min 51 s |
| 2º                  | Mauricio Ardila       | Colombia-Claro       | a 25 s           |
| 3º                  | Gilver Zurita         | Pío Rico             | a 26 s           |
| 4º                  | Óscar Soliz           | Selección de Bolivia | a 2 min 09 s     |
| 5º                  | John Martínez         | Colombia-Claro       | a 2 min 41 s     |
| 6º                  | Luis Alfredo Martínez | Somos Carchi         | a 4 min 35 s     |
| 7º                  | Stiver Ortíz          | Colombia-Claro       | a 5 min 38 s     |
| 8º                  | Juan Cotumba          | Pío Rico             | a 6 min 13 s     |
| 9º                  | Daniel Díaz           | San Luis Somos Todos | a 9 min 49 s     |
| 10º                 | Camilo Gómez          | Colombia-Claro       | a 11 min 46 s    |

### Clasificación por puntos
| Posición         | Ciclista         | Equipo               | Puntos |
| ---------------- | ---------------- | -------------------- | ------ |
| Líder por puntos | Leandro Messineo | San Luis Somos Todos | 33     |
| 2º               | Daniel Díaz      | San Luis Somos Todos | 28     |
| 3º               | Gilver Zurita    | Pío Rico             | 22     |

### Clasificación de la montaña
| Posición            | Ciclista      | Equipo               | Puntos |
| ------------------- | ------------- | -------------------- | ------ |
| Líder de la montaña | Óscar Soliz   | Selección de Bolivia | 45     |
| 2º                  | Gilver Zurita | Pío Rico             | 32     |
| 3º                  | Basilio Ramos | Sinchi Wayra         | 22     |

### Clasificación por equipos
| Posición          | Equipo              | Tiempo            |
| ----------------- | ------------------- | ----------------- |
| Líder por equipos | Colombia-Claro      | 106 h 54 min 52 s |
| 2º                | Pío Rico            | a 19 min 34 s     |
| 3º                | Lotería del Táchira | a 28 min 10 s     |
| 4º                | Somos Carchi        | a 33 min 00 s     |
| 5º                | Sinchi Wayra        | a 2 h 39 min 09 s |

## UCI America Tour
La carrera al estar integrada al calendario internacional americano 2012-2013 otorga puntos para dicho campeonato. El baremo de puntuación es el siguiente:
| Posición                    | 1º | 2º | 3º | 4º | 5º | 6º | 7º | 8º |
| Clasificación general final | 40 | 30 | 16 | 12 | 10 | 8  | 6  | 3  |
| Por etapa                   | 8  | 5  | 2  |    |    |    |    |    |
| Líder General por etapa     | 4  |    |    |    |    |    |    |    |

### Clasificación individual
Los ciclistas que obtuvieron más puntos fueron los siguientes:
| Ciclista                | Equipo               | Puntos por la clasificación final | Puntos de etapa | Puntos de líder | Total  |
| ----------------------- | -------------------- | --------------------------------- | --------------- | --------------- | ------ |
| Maky Román              | Lotería del Táchira  | 40                                | 9,666           | 4               | 53,666 |
| Mauricio Ardila         | Colombia-Claro       | 30                                | 7,666           | 12              | 49,666 |
| Óscar Soliz             | Selección de Bolivia | 12                                | 24              | -               | 36     |
| Edwar Stiver Ortiz Caro | Colombia-Claro       | 6                                 | 18,666          | 8               | 32,666 |
| Juan García             | Colombia-Claro       | -                                 | 10,666          | 20              | 30,666 |
| Gilver Zurita           | Pío Rico             | 16                                | 10              | -               | 26     |
| John Martínez           | Colombia-Claro       | 10                                | 14,666          | -               | 24,666 |
| Leandro Messineo        | San Luis Somos Todos | -                                 | 14,666          | -               | 14,666 |
| Daniel Díaz             | San Luis Somos Todos | -                                 | 11,666          | -               | 11,666 |
| Juan Cotumba            | Pío Rico             | 3                                 | 8               | -               | 11     |

| Posiciones del 11º al 18º | Posiciones del 11º al 18º | Posiciones del 11º al 18º         | Posiciones del 11º al 18º | Posiciones del 11º al 18º | Posiciones del 11º al 18º |
| Ciclista                  | Equipo                    | Puntos por la clasificación final | Puntos de etapa           | Puntos de líder           | Total                     |
| ------------------------- | ------------------------- | --------------------------------- | ------------------------- | ------------------------- | ------------------------- |
| Horacio Gallardo          | Glass Casa Real           | -                                 | 10                        | -                         | 10                        |
| Luis Alfredo Martínez     | Somos Carchi              | 8                                 | -                         | -                         | 8                         |
| Luis Sepúlveda            | Clos de Pirque            | -                                 | 8                         | -                         | 8                         |
| Piter Campero             | Pío Rico                  | -                                 | 7                         | -                         | 7                         |
| José Luis Rivera          | Clos de Pirque            | -                                 | 7                         | -                         | 7                         |
| Víctor Tarqui             | Pío Rico                  | -                                 | 5                         | -                         | 5                         |
| Gonzalo Garrido           | Clos de Pirque            | -                                 | 5                         | -                         | 5                         |
| Armando Montenegro        | Somos Carchi              | -                                 | 4                         | -                         | 4                         |

- Nota:Los puntos con decimales se deben a la contrarreloj por equipos.

### Clasificación por equipos
- Nota:Sólo se computan equipos registrados en la Unión Ciclista Internacional.

Los equipos que obtuvieron puntos fueron los siguientes:
| Equipo               | Puntos  |
| -------------------- | ------- |
| Colombia-Claro       | 142,996 |
| San Luis Somos Todos | 29,664  |

### Clasificación por países
Los países que obtuvieron puntos fueron los siguientes:
| País      | Puntos  |
| --------- | ------- |
| Colombia  | 150,996 |
| Bolivia   | 95      |
| Venezuela | 57,664  |
| Argentina | 34,998  |
| Chile     | 16,666  |
| Ecuador   | 4       |